# Creeper
A creeperek a Minecraft nevű nyílt világú sandbox videójáték kitalált lényei. Ők ellenséges mobok, amelyekkel a játékvilágban bármikor találkozhatunk, vagy olyan helyeken, ahol ilyen mobok spawnolnak. Ahelyett, hogy hagyományosan megtámadnák a játékost, a játékoshoz kúsznak és felrobbannak, elpusztítva a környező blokkokat és potenciálisan megsebezve a játékost, ha az a robbanás sugarán belül van. Zöld álcájuk és csendes viselkedésük segíti a lopakodó támadásokat. A creeperek a Minecrafthoz először a játék 2009. augusztus 31-i pre-alfa frissítésében kerültek hozzá. 20 életponttal rendelkezik, amikor közel kerül a játékoshoz sziszegő hangot ad. Robbanás előtt 1.5 másodpercet vár, ilyenkor villog, a detonációt meneküléssel tudjuk késleltetni. Ha meg tudjuk ölni a creepert, lőport kapunk belőle, de ha egy csontváz öli meg, akkor zenelemezt kapunk belőle. A Minecraft legismertebb ikonjává vált. A populáris kultúrában hivatkoznak rájuk és parodizálják őket, és a Minecraft árucikkekben és reklámokban is gyakran szerepelnek.

## Fordítás
- Ez a szócikk részben vagy egészben  a   Creeper (Minecraft) című angol Wikipédia-szócikk ezen változatának fordításán alapul.  Az eredeti cikk szerkesztőit annak laptörténete sorolja fel. Ez a jelzés csupán a megfogalmazás eredetét és a szerzői jogokat jelzi, nem szolgál a cikkben szereplő információk forrásmegjelöléseként.